# دانشگاه میشیگان شرقی
دانشگاه میشیگان شرقی (به انگلیسی: Eastern Michigan University)  یک دانشگاه تحقیقاتی دولتی در ایپسیلانتی واقع در ایالت میشیگان آمریکا است که در سال ۱۸۴۹ میلادی بنیان‌نهاده شده‌است.

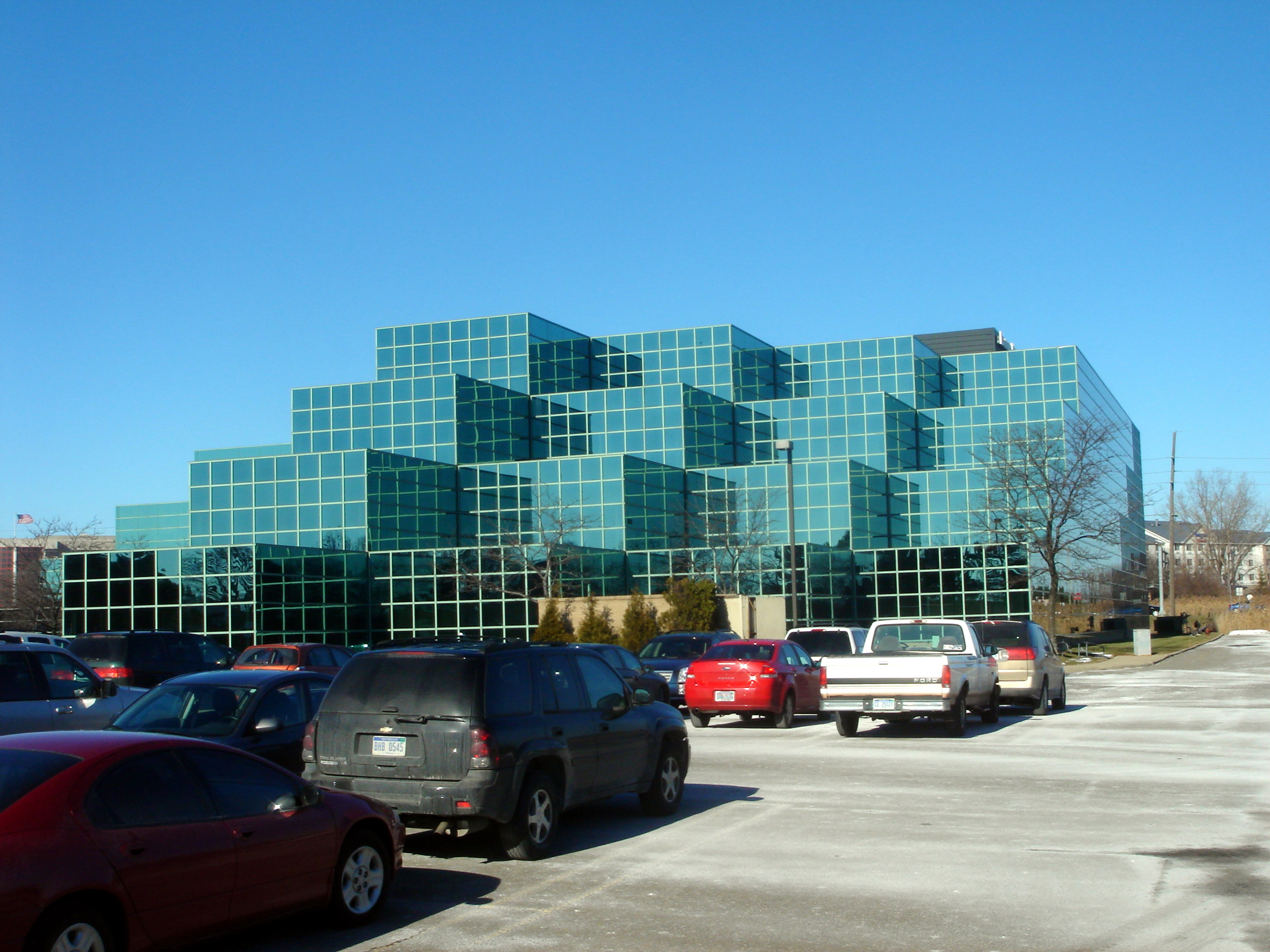
ساختمان مرکز آموزشی در «لیونیا»